# أمريكا المفتوحة 1996 (كرة مضرب)
قائمة بالأبطال في بطولة 1996 أمريكا المفتوحة:

## الكبار

### فردي رجال
بيت سامبراس هزم  مايكل تشانج ، 6-1, 6-4, 7-6

### فردي سيدات
شتيفي غراف هزم  مونيكا سيليش ، 7-5, 6-4